# William Huggins
Sir William Huggins (Londra, 7 febbraio 1824 – Londra, 12 maggio 1910) è stato un astronomo inglese.
Unico figlio di William Thomas Huggins (ca. 1780 - 1856), commerciante di tessuti, e della moglie Lucy Miller (forse 1786 - 1868). Dal 1837 al 1839 frequentò la City of London School, in seguito, fino al 1842 ebbe un istitutore privato.
Pioniere dell'astrofisica, individuò la natura gassosa delle nebulose diffuse e planetarie tramite misure spettroscopiche. Ottenne inoltre la prima misura di velocità radiale delle stelle.
Fu presidente della Royal Society dal 1900 al 1905.

## Riconoscimenti
Nel 1885 gli fu assegnata la Medaglia d'oro della Royal Astronomical Society. Nel 1904 ricevette la Medaglia Bruce della Astronomical Society of the Pacific.
Gli sono stati dedicati un cratere di 65 km di diametro sulla Luna e un cratere di 90 km di diametro sul pianeta Marte.